# جاك تورشينر
جاك تورشينر (بالإنجليزية: Jacques Torczyner) (8 يوليو 1914 – 7 مارس 2013) كان قياديا في الحركة الصهيونية الأمريكية والعالمية. 

## حياته
ولد في أنتويرب في بلجيكا في عام 1914، وهاجر إلى الولايات المتحدة في عام 1940، هربا من الغزو النازي لبلجيكا.

## انضمامه للحركة الصهيونية
وأصبح عضوا في المنظمة الصهيونية الأمريكية ZOA. وانضم إلى 18 قيادي يهودي في لقاء خاص في يوليو 1945 دعا إليه ديفيد بن جوريون، لتنظيم أصدقاء الهاجاناه وتقديم الدعم لقوات الدفاع اليهودية في فلسطين.
نشط في الحملة لخلق دولة يهودية بقيادة أبا هيليل سيلفر، وتولى مزيدا من المسئولية حين أصبح سيلفر رئيسا للمنظمة الصهيونية الأمريكية. وبعد إقامة دولة إسرائيل، كان عضوا في لجنة ريفكايند والعديد من اللجان المتخصصة في الوكالة اليهودية المختصة بتقييم مستقبل الحركة الصهيونية.
خدم تورشينر خمس فترات متعاقبة في منصب رئيس المنظمة الصهيونية الأمريكية. 
ومن عام 1974 إلى 1977 كان رئيس القسم الأمريكي في المؤتمر اليهودي العالمي. ومن عام 1972 إلى عام 1998 كان عضوا الهيئة التنفيذية في المنظمة الصهيونية العالمية المسئولة عن قسم العلاقات الخارجية ومعهد هيرتسل، ومعهد تربية البالغين التابع للحركة الصهيوية العالمية.
كما عين عضوا في لجنة اليونسكو الأمريكية، وخدم في لجنة هولدرمان، حيث أوصى بأن الولايات المتحدة الأمريكية لا ينبغي أن تخرج من اليونسكو. ولاحقا عين مستشارا خاصا للمدير العام لمنظمة اليونسكو فيديريكو مايور.
ألقى محاضرات حول العالم وكتب المقالات حول المشاكل التي تواجهها دولة إسرائيل واليهود في العالم.

## أقربائه
وهو ابن أخ اللغوي وعالم الكتاب المقدس نافتالي هيرتس تور سيناي. 

## أوراقه
وأرشفت أوراقه في مركز مناحيم بيجن للتراث في القدس.

## وفاته
ومات في 7 مارس 2013. 